# Nina (film 2012)
Nina è un film italiano del 2012 diretto da Elisa Fuksas.

## Distribuzione
Il film è stato proiettato in anteprima il 24 ottobre 2012 al Tokyo International Film Festival ed è stato distribuito nelle sale cinematografiche italiane il 18 aprile 2013.